# Jachnyky
Jachnyky (ukr. Яхники) – wieś na Ukrainie, w obwodzie połtawskim, w rejonie myrhorodzkim, w hromadzie Łochwycia. W 2001 liczyła 1339 mieszkańców.